# Kutless
I Kutless sono una Christian rock band formata nel 1999 a Portland, Oregon. La band era precedentemente conosciuta con il nome di "Call Box" dal 2000-2001.

## Storia
Formatisi a Portland, in Oregon, erano conosciuti come "Call Box" fino al 2000. Hanno cambiato il loro nome in "Kutless" prima di pubblicare il loro primo EP, costituito da tre tracce seguite da loro, successivamente le tracce furono incluse nel loro album del 2002 sotto licenza della BEC Recordings. I Kutless hanno scelto di cambiare il loro nome ispirandosi a un versetto della Bibbia, Romani 6:23, "Infatti il salario del peccato è la morte, ma il dono di Dio è la vita eterna in Cristo Gesù, nostro Signore" (NRSV). Il loro primo singolo è stato chiamato "Your Touch". Il loro secondo singolo dal loro album di debutto, ha stabilito il record per la più lunga presenza in classifica nella rivista R & R, rimanendo nella Top 40 per quasi un anno.
Nel 2004, dopo aver lanciato il loro secondo album, Sea of Faces, I Kutless fecero il loro primo Tour. Quello stesso anno, Kutless furono invitati a cantare le loro canzoni ai Giochi olimpici di Atene, ma non poterono a causa dell'annullamento del volo aereo. Nel 2005, I Kutless pubblicarono il loro album che successivamente diventerà il più famoso, Strong Tower. Quest'album è stato l'album più venduto per ora.
Nel 2006 hanno pubblicato un altro album Hearts of the Innocent. Il 24 giugno 2008 è uscito l'album To Know That You're Alive mentre It Is Well è uscito il 20 ottobre 2009.

## Formazione

### Formazione attuale
- Jon Micah Sumrall - voce, chitarra, pianoforte (2000-In Attività)
- James Mead - chitarra, Seconda Voce (2000-In Attività)
- Dave Luetkenhoelter - basso (2005-In Attività)
- Jeffrey Gilbert - batteria (2005-In Attività)
- Nick DePartee - chitarra, Seconda Voce (2007-In Attività)

### Ex componenti
- Nathan Stuart, A.K.A. "Stu" - basso (2000-2002)
- Kyle Zeigler - basso (2002-2005)
- Kyle Mitchell - batteria (2000-2005)
- Ryan Shrout - chitarra - Seconda Voce (2000-2007)

## Discografia

### Album studio
- 2002 - Kutless
- 2004 - Sea of Faces
- 2005 - Strong Tower
- 2006 - Hearts of the Innocent
- 2008 - To Know That You're Alive
- 2009 - It Is Well
- 2012 - Believer
- 2014 - Glory
- 2015 - Surrender
- 2017 - Alpha / Omega

### Altri album
- 2002 - Kutless DVD (DVD)
- 2006 - Hearts of the Innocent: Special Edition (CD)
- 2006 - Live from Portland (album live)
- 2010 - The Beginning: A Kutless Anthology (raccolta)
- 2011 - This Is Christmas (EP natalizio)
- 2013 - The Worship Collection (raccolta)